# 滝新バイパス
滝新バイパス（たきしんバイパス）とは、北海道の樺戸郡新十津川町から滝川市に至る、国道451号のバイパス道路である。

## 概要
石狩川を滝新橋で渡り、新十津川町と滝川市を結ぶ。
それまで新十津川町と滝川市の間の行き来は、滝新橋から石狩川を上流に進んだ石狩川橋を経由するのが主であった。このため石狩川を挟んだ周辺の往来が当区間に集中し、渋滞の原因ともなっていた。このため、同地域の石狩川を挟んだ地区の交通網の利便性向上を目的に建設された。
開通により、交通が分散したことによる渋滞の減少、経済的・行政的に結びつきの強い両市町間の往来における利便性向上がなされた。

## 区間
バイパスの全区間
- 起点：北海道樺戸郡新十津川町中央（中央70交点）
- 終点：北海道滝川市空知町2丁目（新町3交点）

滝新バイパス建設の事業区間
- 起点：北海道樺戸郡新十津川町字弥生
- 終点：北海道滝川市中島町

新十津川町中央 - 新十津川町字弥生間は国道275号と重複

## 歴史
- 1993年 当路線の区間が国道に昇格、滝新バイパス事業開始。
- 2002年3月 開通。